# サライ・アティッラ
サライ・アティッラ・アールパード（Szalai Attila Árpád、1998年1月20日 - ）は、ハンガリー・ブダペスト出身のサッカー選手。ブンデスリーガ・SCフライブルク所属。ハンガリー代表。ポジションはDF。

## 経歴

### クラブ
地元クラブでのプレーを経て、2012年にSKラピード・ウィーンのユースチームに加入。2016年5月11日のSCラインドルフ・アルタッハ戦でトップチームデビューを果たした。
2017年7月1日、メゼーケヴェシュド・ジョーリSEに3年契約で完全移籍。
2019年夏、アポロン・リマソールに移籍。
2021年1月17日、フェネルバフチェSKに4年半契約で完全移籍。
2023年7月24日、TSG1899ホッフェンハイムに4年半契約で完全移籍した。移籍金は約19億円とみられている。
2024年1月21日、サライはSCフライブルクへ2023-24ブンデスリーガシーズン終了までのローン移籍をした。   2024年5月12日、フライブルクがサライの契約を解除することを発表した。

### 代表
ユース年代からハンガリー代表に選出されている。2019年11月15日、ウルグアイ代表とのフレンドリーマッチでフル代表デビューを果たした。
2021年6月、UEFA EURO 2020参加メンバーに選出された。
UEFA EURO 2024に選出

## タイトル
フェネルバフチェ
- テュルキエ・クパス: 2022-23